# Chillagoe thea
Chillagoe thea is een vlokreeftensoort uit de familie van de Chillagoeidae. De wetenschappelijke naam van de soort is voor het eerst geldig gepubliceerd in 1995 door Barnard & Williams.